# Klaus Glahn
Klaus Glahn, (23. březen 1942, Hannover, Německá říše) je bývalý reprezentant Německa v judu. Je majitelem stříbrné a bronzové olympijské medaile.

## Sportovní kariéra

### Úspěchy
- dvojnásobný olympijský medailista
- dvojnásobný mistr Evropy v těžké váze
- dvojnásobný stříbrný medailista z mistrovství světa v těžké váze
- amatérský mistr Evropy z roku 1963

### Zajímavosti
S judem začal během studií na učňovské elektrotechnické škole v 17 letech. Sportovní přípravu měl tehdy výbornou, protože v té době hrál ragby, fotbal a závodně plaval. Po vyučení pokračoval v judu v místním oddíle Turnerbund Stöcken (Hannover). Glahn byl typickým evropským judistou těžké váhy. Urostlý, fyzicky zdatný a odhodlaný. Soupeře pokud možno utahat, dostat na zem a do držení.
V roce 1964 si zajistil nominace na olympijské hry do Tokia, kde mělo judo premiéru. K bronzové medaili však přišel jako slepý k houslím. Do skupiny dostal nalosovaného outsidera z Filipín a Američana, který měl vážně zraněné koleno. Oba zápasy vyhrál a v boji o finále podlehl Japonci Kaminagovi. Na bronz to tehdy stačilo.
Po olympijských hrách 1964 musel narukovat na dva roky na vojnu a vrcholové judo šlo stranou. Na vrchol se vrátil v roce 1967 a společně se svým rivalem Ruskou a Sověty uměli potrápit favorizované Japonce. V roce 1972 startoval ve výborné formě na olympijských hrách v Mnichově. Ještě k lepším výsledkům mu zabránil Wim Ruska.
Sportovní kariéru ukončil na konci roku 1973.

## Výsledky

### Váhové kategorie
| Turnaj             | 1964       | 1965       | 1966       | 1967       | 1968       | 1969       | 1970       | 1971       | 1972       | 1973       |
| Turnaj             | 22         | 23         | 24         | 25         | 26         | 27         | 28         | 29         | 30         | 31         |
| Turnaj             | těžká váha | těžká váha | těžká váha | těžká váha | těžká váha | těžká váha | těžká váha | těžká váha | těžká váha | těžká váha |
| ------------------ | ---------- | ---------- | ---------- | ---------- | ---------- | ---------- | ---------- | ---------- | ---------- | ---------- |
| Olympijské hry     | dns        | –          | –          | –          | –          | –          | –          | –          | 2.         | -          |
| Mistrovství světa  | –          | úč.        | –          | 5.         | –          | 2.         | –          | 2.         | –          | úč.        |
| Mistrovství Evropy | ?          | ?          | ?          | ?          | 1.         | ?          | 1.         | ?          | dns        | ?          |

### Bez omezení (váhy / tech. stupně)
| Turnaj             | 1964 | 1965 | 1966 | 1967 | 1968 | 1969 | 1970 | 1971 | 1972 | 1973 |
| Turnaj             | 22   | 23   | 24   | 25   | 26   | 27   | 28   | 29   | 30   | 31   |
| ------------------ | ---- | ---- | ---- | ---- | ---- | ---- | ---- | ---- | ---- | ---- |
| Olympijské hry     | 3.   | –    | –    | –    | –    | –    | –    | –    | 5.   | -    |
| Mistrovství světa  | –    | úč.  | –    | 2.   | –    | 5.   | –    | 3.   | –    | 3.   |
| Mistrovství Evropy | ?    | ?    | ?    | ?    | ?    | ?    | ?    | ?    | dns  | ?    |

## Podrobnější výsledky

### Olympijské hry
| Rok      | Kategorie       |  | skupina C        | skupina C          |  | čtvrtfinále | semifinále           | finále |
| -------- | --------------- |  | ---------------- | ------------------ |  | ----------- | -------------------- | ------ |
| LOH 1964 | bez rozdílu vah |  | výhra Thomas Ong | výhra Ben Campbell |  | volný los   | prohra Akio Kaminaga | -      |

| Rok      | Kategorie       |  | 1/32                              | 1/16                               | čtvrtfinále                     | semifinále                         | opravy                       | předfinále                     | finále                      |
| -------- | --------------- |  | --------------------------------- | ---------------------------------- | ------------------------------- | ---------------------------------- | ---------------------------- | ------------------------------ | --------------------------- |
| LOH 1972 | těžká váha      |  | výhra – 0:54/? Tommy Andrianatvoo | výhra – 5:02/ysg Santiago Ojeda    | výhra – (yus) Klaus Hennig      | prohra – (yus) Wim Ruska           | výhra – 2:14/ysg Doug Nelson | výhra – 2:32/ysg Givi Onašvili | prohra – 0:53/hng Wim Ruska |
| LOH 1972 | bez rozdílu vah |  | výhra – 1:53/ysg Pierre Smets     | výhra – 3:43/ysg Mihály Petrovszky | výhra – (yus) Masatoši Šinomaki | prohra – 5:04/tgm Vitalij Kuzněcov | prohra – (yus) Wim Ruska     | –                              | -                           |

### Mistrovství světa
| Rok     | Kategorie  |  | 1/64      | 1/32                  | 1/16                   | čtvrtfinále           | semifinále           | opravy              | opravy           | opravy                   | předfinále          | finále            |
| ------- | ---------- |  | --------- | --------------------- | ---------------------- | --------------------- | -------------------- | ------------------- | ---------------- | ------------------------ | ------------------- | ----------------- |
| MS 1965 | těžká váha |  | x         | prohra Micuo Macunaga | –                      | –                     | –                    | prohra Doug Rodgers | –                | –                        | –                   | -                 |
| MS 1967 | těžká váha |  | x         | x                     | výhra Richard Walters  | prohra Wim Ruska      | –                    | –                   | výhra Paul Eales | prohra Takeši Macusaka   | –                   | -                 |
| MS 1969 | těžká váha |  | x         | volný los             | výhra Allen Coage      | výhra Nick Bleyendaal | prohra Šudži Suma    | –                   | –                | výhra Anzor Kibrocašvili | výhra Givi Onašvili | prohra Šudži Suma |
| MS 1971 | těžká váha |  | volný los | výhra Kim Čung-hong   | výhra Valentin Guțu    | výhra Erich Butka     | výhra Hisakazu Iwata | –                   | –                | –                        | výhra Keith Remfry  | prohra Wim Ruska  |
| MS 1973 | těžká váha |  | x         | výhra Reinhold Gangl  | prohra Čonosuke Takagi | –                     | –                    | –                   | –                | –                        | –                   | -                 |

### Mistrovství světa - bez rozdílu vah
| Rok     |  | 1/64                     | 1/32                    | 1/16                       | čtvrtfinále              | semifinále               | opravy                     | opravy                | opravy               | předfinále               | finále                |
| ------- |  | ------------------------ | ----------------------- | -------------------------- | ------------------------ | ------------------------ | -------------------------- | --------------------- | -------------------- | ------------------------ | --------------------- |
| MS 1965 |  | volný los                | výhra Bill Paul         | prohra Anzor Kibrocašvili  | –                        | –                        | –                          | –                     | –                    | –                        | -                     |
| MS 1967 |  | x                        | výhra Masatoši Šinomaki | výhra Colin McIver         | výhra Anzor Kibrocašvili | výhra James Westbrook    | –                          | –                     | –                    | výhra Peter Herrmann     | prohra Micuo Macunaga |
| MS 1969 |  | výhra Arnaldo Artilheiro | výhra Maurice Allan     | výhra Jean-Claude Brondani | výhra Antonio Gallina    | prohra Masatoši Šinomaki | –                          | –                     | prohra Wim Ruska     | –                        | -                     |
| MS 1971 |  | výhra Waldemar Ogończyk  | výhra Gleser            | výhra David Long           | výhra Givi Onašvili      | výhra Šinobu Sekine      | –                          | –                     | –                    | prohra Masatoši Šinomaki | -                     |
| MS 1973 |  | výhra Lindhe             | výhra Paul Kereliuk     | výhra Kazuhiro Ninomija    | –                        | –                        | výhra Wojciech Dworczyński | výhra Avel Kazačenkov | výhra Jean-Luc Rougé | prohra Haruki Uemura     | -                     |